# Okręg wyborczy Leeds
Okręg wyborczy Leeds powstał w 1832 r. i wysyłał do brytyjskiej Izby Gmin dwóch deputowanych. W 1868 r. liczbę mandatów przypadających na okręg zwiększono do trzech. Okręg obejmował miasto Leeds. Został zlikwidowany w 1885 r.

## Deputowani do brytyjskiej Izby Gmin z okręgu Leeds

### Deputowani w latach 1832–1868
- 1832–1835: John Marshall, wigowie
- 1832–1834: Thomas Babington Macaulay, wigowie
- 1834–1841: Edward Baines, wigowie
- 1835–1837: John Beckett, Partia Konserwatywna
- 1837–1841: William Molesworth, Radykałowie
- 1841–1852: William Beckett, Partia Konserwatywna
- 1841–1847: William Aldam, wigowie
- 1847–1852: James Garth Marshall, wigowie
- 1852–1859: Matthew Baines, wigowie
- 1852–1857: George Goodman, wigowie
- 1857–1857: Robert Hall, Partia Konserwatywna
- 1857–1868: George Beecroft, Partia Konserwatywna
- 1859–1868: Edward Baines, Partia Liberalna

### Deputowani w latach 1868–1885
- 1868–1874: Edward Baines, Partia Liberalna
- 1868–1876: Robert Meek Carter, Partia Liberalna
- 1868–1880: William Wheelhouse, Partia Konserwatywna
- 1874–1880: Robert Tennant, Partia Konserwatywna
- 1876–1885: John Barran, Partia Liberalna
- 1880–1885: William Lawies Jackson, Partia Konserwatywna
- 1880–1880: William Ewart Gladstone, Partia Liberalna
- 1880–1885: Herbert Gladstone, Partia Liberalna